# Феаген из Регия
Феаген из Регия (др.-греч. Θεαγένης) — писатель и философ периода предфилософской традиции, исследователь и толкователь поэзии Гомера, первый, кто начал заниматься эллинской словесностью. Применил аллегорический способ при объяснении поэм и мифов Гомера. Способ был осужден Порфирием как «неудобный и непристойный».